# Эми Роуз
Э́ми Ро́уз (яп. エミー・ローズ Эми: Ро:дзу, англ. Amy Rose), в ранних играх также известная под именем Плутовка Рози (яп. ロージー・ザ・ラスカル Ро:дзи: дза Расукару, англ. Rosy the Rascal) — персонаж видеоигр, мультфильмов и комиксов серии Sonic the Hedgehog. Первое появление — игра Sonic the Hedgehog CD.
Героиня была создана дизайнером Sonic Team Кадзуюки Хосино и сценаристом Кэндзи Тэрадой. Позднее Эми была переработана Юдзи Уэкавой для игры Sonic Adventure. Она — розовая антропоморфная ежиха, влюблённая в главного героя серии Соника и хотевшая стать его девушкой. Она преследует Соника начиная с Sonic the Hedgehog CD и манги и пытается завоевать его сердце во всех играх серии, аниме и комиксах. Эми также является одним из самых популярных персонажей франшизы, выйдя на пятое место в официальном опросе по популярности.

## Характеристика
Эми Роуз — 12-летняя антропоморфная розовая ежиха, в красном платье и красных сапогах с белыми вертикальными полосками. Дизайн Эми в Sonic CD значительно отличался от нынешнего: она носила рубашку зелёного цвета, оранжевую юбку и синие кроссовки. Она испытывает искренние чувства к ежу Сонику, но он часто избегает её, так как его смущает слишком вспыльчивый характер Эми и её чувства. Кроме Соника, Эми Роуз имеет хорошие отношения с барсучихой Стикс и лисёнком Тейлзом.
В играх серии Эми имеет яркий и чересчур весёлый характер. Она любит мягкое мороженое и ненавидит скуку, инициативная, и может конкурировать с более сильными героями, но чаще попадает в беду. Героиня носит с собой большой молот под названием «Piko Piko Hammer».

## Появления

### В играх
Впервые Эми Роуз появилась в игре Sonic the Hedgehog CD, где по сюжету была похищена Метал Соником. Её спас Соник, в которого она очень сильно влюбилась. С тех пор героиня неравнодушна к нему и старается часто видеть его. В японском руководстве этой игры кроме имени упоминается прозвище Эми — «Плутовка Рози» (яп. ロージー・ザ・ラスカル Ро:дзи: дза Расукару). В североамериканском руководстве Sonic CD ежиха ошибочно была названа принцессой Салли — персонаж комиксов и мультсериала Sonic the Hedgehog.
Как играбельный персонаж Эми появилась в обучающей игре Sonic the Hedgehog’s Gameworld и автосимуляторах Sonic Drift, Sonic Drift 2 и Sonic R. В Sonic the Fighters было впервые продемонстрировано оружие героини — молот «Piko Piko», который будет появляться в каждой части серии.
Важную роль в сюжете Эми играла в проекте Sonic Adventure. Здесь ежиха была показана в новом облике, одетая в красное платье и сапоги с белыми полосками. По сюжету Эми ищет брата и сестру птички по имени Лили, которые были захвачены доктором Эггманом для постройки роботов E-101 Беты и E-102 Гаммы. Выполнить планы героям мешает робот E-100 ЗЕРО. События сиквела также разворачиваются с участием Эми Роуз: она принимает участие в освобождении Соника, помогает вспомнить ежу Шэдоу важные слова его подруги Марии Роботник (в аниме Sonic X данное событие было связано с Крисом Торндайком); но могла умереть, если синий ёж не отдаст Эггману Изумруд Хаоса, для своих планов. Несмотря на то, что Эми является неигровым персонажем в истории, за неё можно играть в многопользовательском режиме.
В Sonic Advance Эми — играбельный персонаж. Игровой процесс за неё отличается от других, в первую очередь, из-за молота «Piko Piko». Продолжение Sonic Advance 2 включает в себя нескольких скрытых персонажей, в том числе и Эми. Её можно разблокировать, пройдя все уровни и собрав семь Изумрудов Хаоса каждым из ранее открытых четырёх персонажей. В Sonic Advance 3 героиню можно выбрать в качестве второго партнёра для прохождения.
Эми играет ведущую роль в консольном проекте Sonic Heroes. Вместе с крольчихой Крим и котом Бигом она создаёт команду Роуз, чтобы найти лягушонка Фрогги и чао Чоколу. Ежиха также помогала ежу Шэдоу в одноимённой игре в поисках Крим и Чиза на уровне «Cryptic Castle», а также вместе с ежом Сильвером искала Соника во время событий игры Sonic the Hedgehog 2006 года.
После выхода Sonic the Hedgehog 2006 года Эми стала реже появляться в основных сюжетных линиях как игровой персонаж. Но, тем не менее, она появилась в Sonic Chronicles: The Dark Brotherhood, где заявила, что у неё есть парень. Однако эти слова были адресованы Сонику, для ревности. Соник может согласиться взять Эми на свидание в следующей игре Sonic Unleashed для консолей PlayStation 3 и Xbox 360, хотя в начале истории ежиха не узнала героя в форме оборотня. Эми появляется в игре Sonic and the Black Knight как леди Озера, объясняющая Сонику о святых мечах. Позднее, маскируясь под маленькую девочку, Эми просит ежа убить дракона. В конце игры она вместе с рыцарями Круглого Стола помогает Сонику победить Мерлину. В титрах мы слышим разговор между Соником и Эми о том, что Соник не пришёл на обещанное свидание.
Как игровой персонаж Эми Роуз фигурирует в сериях Sonic Riders, Mario & Sonic at the Olympic Games и Sega Superstars. Ежиха даёт Сонику несколько задании и миссий в Sonic Colors для консоли Nintendo DS. Также появляется на дне рождения Соника во время событий юбилейной игры Sonic Generations.
В сюжете Sonic Lost World, она, вместе с ехидной Наклзом, искала потерянных зверушек, в то время как Соник и Тейлз охотились на доктора Эггмана. Эми наткнулась на генератор, который высасывает энергию из острова. Давление в устройстве достигло критического предела. Ежиха и ехидна поторапливают главных героев, чтобы выключить генератор. Тем не менее, машина была отключена, и энергия миру возвращается.

### Кинематограф
Эми Роуз впервые дебютировала в сцене после титров фильма «Соник 3 в кино» (2024). Она уничтожает несколько копий Метал Соника, которые окружили главного героя, Соника, и готовились его убить. Она появится в четвёртом фильме.

### Комиксы
Кроме игр, Эми Роуз появляется в серии комиксов Sonic the Hedgehog от Archie Comics. Её дебют состоялся в № 25, выпущенном в июне 1995 года.
В ранних номерах комикса внешний вид ежихи аналогичен дизайну, используемому в Sonic the Hedgehog CD, а её возраст, как и в игре, составляет 8 лет. Эми хочет присоединиться в команду «Борцов за Свободу», но поначалу у неё не получается из-за небольшого возраста. Из-за этого в № 79—80 с помощью кольца Экорнов она загадывает желание стать старше и превращается в 12-летнего подростка. Однако, несмотря на это, Соник отказывает героине во вступлении в команду, указывая на отсутствие боевого опыта. И лишь после получения награды за помощь она становится полноценным участником Борцов за Свободу. Благодаря ехидне Джули-Су Эми проходит боевую подготовку и принимает участие в разных миссиях.
В отличие от комикса Sonic the Hedgehog, в Sonic the Comic героиня (в облике из Sonic the Hedgehog CD) с самого начала принимает участие в заданиях команды «Борцов за Свободу». Эми также появлялась во французских комиксах Sonic Adventures.

## Музыкальные темы
- Музыкальная тема в Sonic Adventure называется «My Sweet Passion». Песня спета Никки Грегорофф. Эта же песня звучит в Sonic Adventure 2 и Sonic and the Black Knight.
- Музыкальная тема её команды в Sonic Heroes называется «Follow Me». Песня спета Кей Хэнли.

## Оценки критиков
GamesRadar назвал введение Эми Роуз в Sonic the Hedgehog CD единственным недостатком игры, но добавив при этом, что «она здесь просто розовая ежиха, а не плаксивый, раздражающий ребёнок, как в Sonic Adventure». Лукас М. Томас из IGN, заявил, что одним из самых крутых вещей Эми, является её огромный молот, который часто используется для комедийного эффекта.
В ретроспективе серии, редактор IGN Леви Бьюкенен писал: «Кто покупает игры о Сонике, чтобы <…> бить плохих парней молотком Эми Роуз?», критикуя введение слишком большого количества персонажей, которое началось якобы вскоре после появления Эми.